# Psammogammarus longiramus
Psammogammarus longiramus is een vlokreeftensoort uit de familie van de Eriopisidae. De wetenschappelijke naam van de soort is voor het eerst geldig gepubliceerd in 1965 door Stock & Nijssen.